# Gilmore Girls : Une nouvelle année
Pour les articles homonymes, voir Gilmore.
Cet article concerne le reboot de 2016. Pour la série originale de 2000, voir Gilmore Girls.
Gilmore Girls
Gilmore Girls : Une nouvelle année (Gilmore Girls: A Year in the Life) est une mini-série américaine créée par Amy Sherman-Palladino, produite par Dorothy Parker Drank Here Productions et Warner Bros. Television, et diffusée le 25 novembre 2016 sur Netflix.
Il s'agit de la suite de la série Gilmore Girls diffusée entre 2000 et 2007.

## Synopsis
Près de 10 ans après la fin de la première série, Lorelai, Rory et Emily Gilmore font leur come-back et vont vivre une année pleine de changements.

## Distribution

### Acteurs principaux
- Lauren Graham (VF : Nathalie Régnier) : Lorelai Gilmore
- Alexis Bledel (VF : Noémie Orphelin) : Rory Gilmore
- Scott Patterson (VF : Patrick Laplace) : Luke Danes
- Kelly Bishop (VF : Marie-Martine) : Emily Gilmore

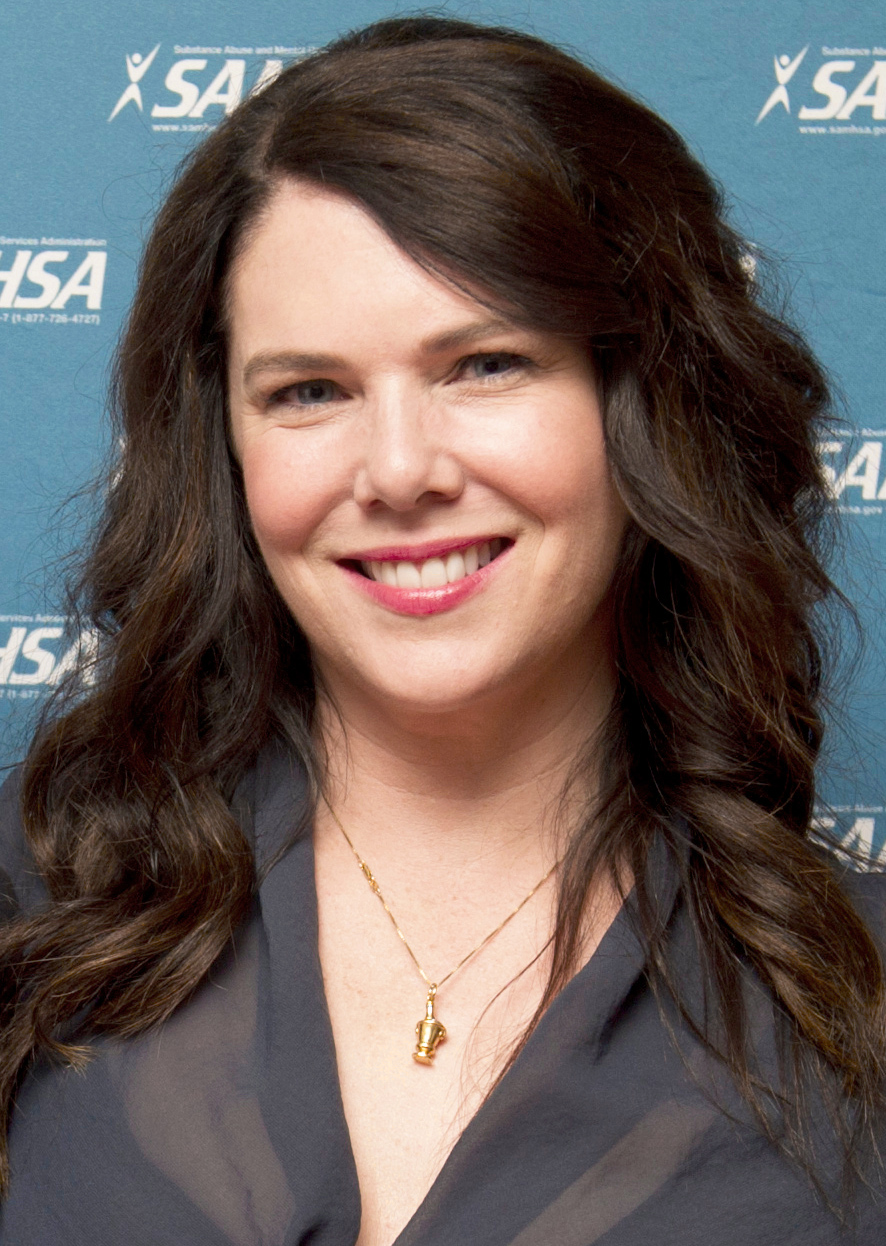
Lauren Graham interprète Lorelai Gilmore.
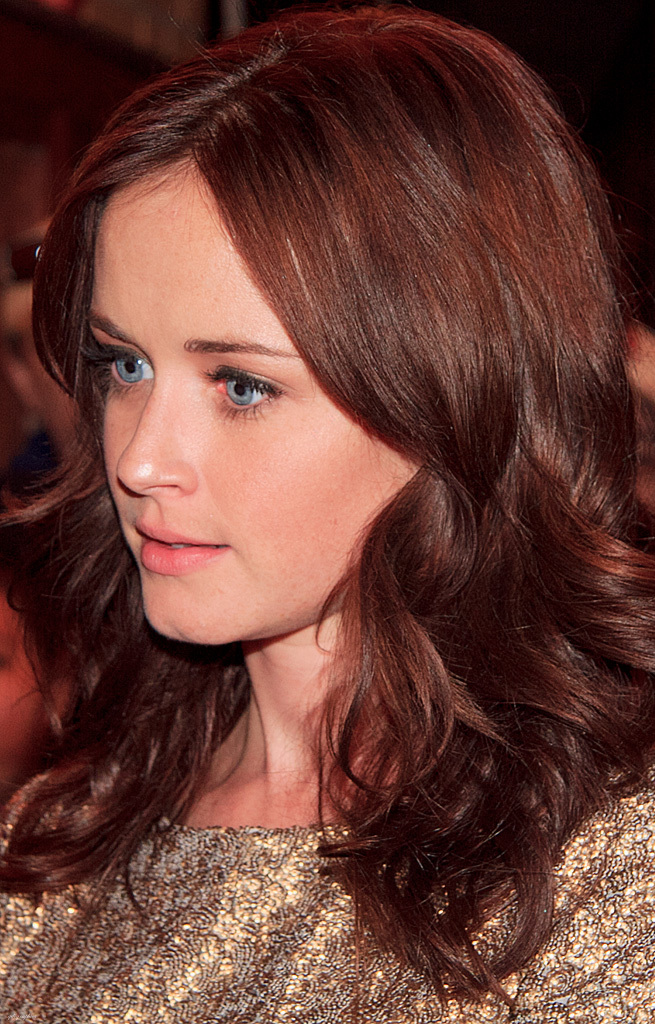
Alexis Bledel interprète Rory Gilmore.
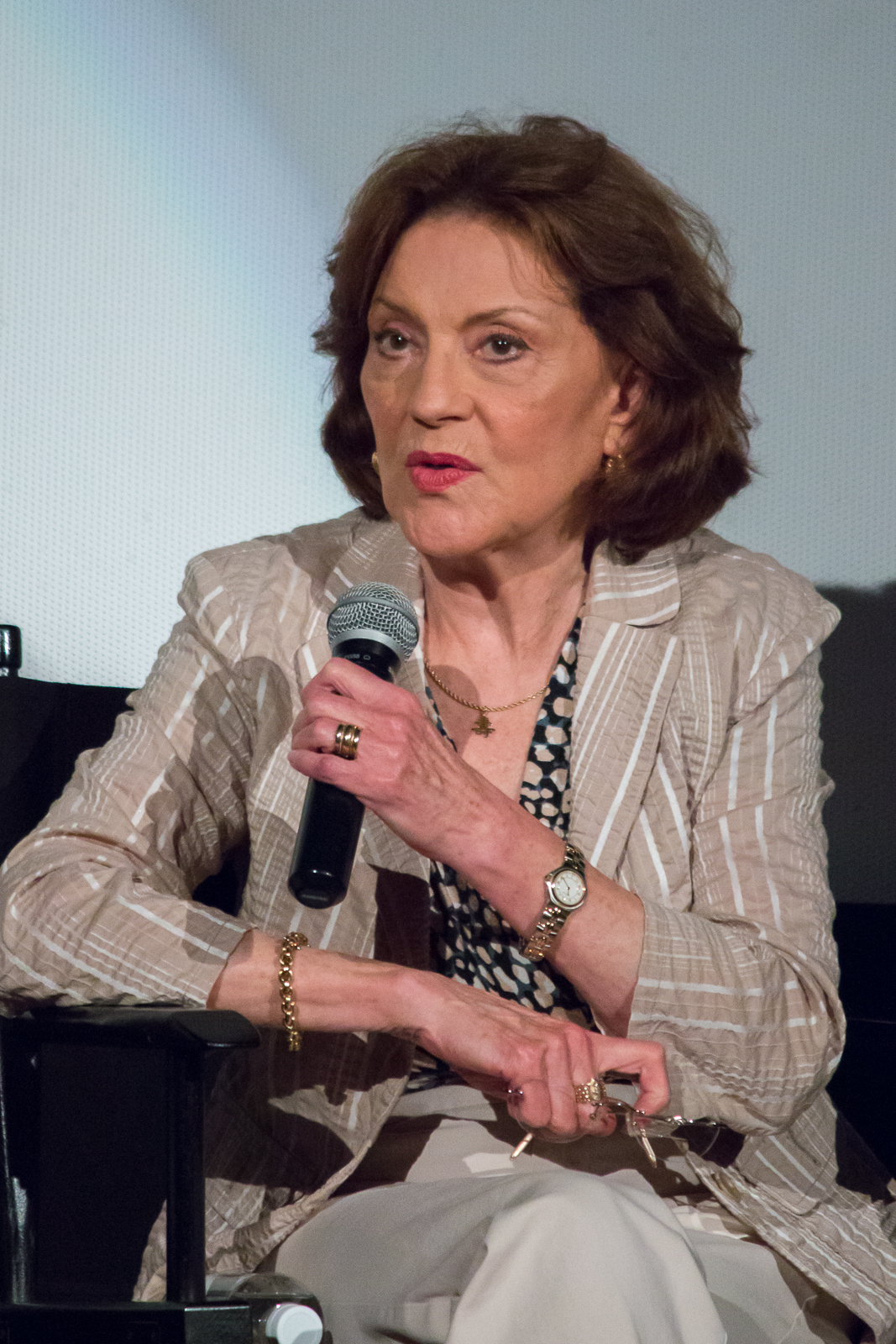
Kelly Bishop interprète Emily Gilmore.

### Acteurs récurrents
- Keiko Agena (VF : Solène Davan-Soulas) : Lane Kim
- Yanic Truesdale (VF : Yann Le Madic) : Michel Gerard
- Liza Weil (VF : Caroline Pascal) : Paris Geller
- Sean Gunn (VF : Éric Missoffe) : Kirk Gleason
- Matt Czuchry (VF : Ludovic Baugin) : Logan Huntzberger

- Edward Herrmann : Richard Gilmore (flashbacks)
- Milo Ventimiglia (VF : Rémi Bichet) : Jess Mariano
- Liz Torres (VF : Catherine Artigala) : Miss Patty
- Sally Struthers (VF : Yvette Petit) : Babette Dell
- Michael Winters (VF : Patrice Dozier) : Taylor Doose
- Rose Abdoo (VF : Chantal Baroin) : Gypsy / Berta
- Mike Gandolfi : Andrew
- Todd Lowe (VF : François Creton) : Zach Van Gerbig
- John Cabrera (VF : Olivier Korol) : Brian Fuller
- Aris Alvarado : Caesar
- Danny Strong (VF : Laurent Morteau) : Doyle McMaster

### Invités
- Melissa McCarthy (VF : Véronique Volta) : Sookie St. James
- Jared Padalecki (VF : Benjamin Pascal) : Dean Forester
- Chris Eigeman (VF : Patrick Borg) : Jason Stiles
- David Sutcliffe (VF : Patrice Baudrier) : Christopher Hayden
- Jackson Douglas (VF : Stéphane Ronchewski) : Jackson Belleville
- Emily Kuroda (VF : Yumi Fujimori) : Mme Kim
- Ted Rooney (en) : Morey Dell
- Dakin Matthews (VF : Jean-Claude Sachot) : Hanlin Charleston
- Grant Lee Phillips : Grant
- Emily Bergl (VF : Edwige Lemoine) : Francie Jarvis
- Sebastian Bach : Gil
- Rini Bell : Lulu
- Gregg Henry (VF : Gabriel Le Doze) : Mitchum Huntzberger
- Vanessa Marano (VF : Florine Orphelin) : April Nardini
- Alan Loayza (VF : Tony Marot) : Colin McCrae
- Tanc Sade (VF : Benjamin Gasquet) : Finn
- Nick Holmes (VF : Fabrice Trojani) : Robert
- Paul Anka : lui-même
- Dan Bucatinsky : Jim Nelson
- Julia Goldani Telles : Sandee
- Mae Whitman : Marcy
- Carole King : Sophie
- Christian Borle : Carl
- Louise Goffin : Louise
- Sutton Foster : Violet
- Sam Pancake : Donald
- Jason Ritter : Ranger #1
- Peter Krause : Ranger #2
- Stacey Oristano : Allie
- Chad Michael Murray : Tristan Dugray

## Production

### Développement
En octobre 2015, TVLine a annoncé que Netflix avait conclu un accord avec Warner Bros. pour relancer la série en une mini-série, constitué en quatre épisodes de 90 minutes. Amy Sherman-Palladino serait responsable des nouveaux épisodes. En avril 2016, Amy Sherman-Palladino a déclaré que le format de 90 minutes était inspiré de la série Sherlock, dont elle est fan.
Le 29 janvier 2016, Netflix et Warner Bros. ont officiellement confirmé le retour, provisoirement intitulé « Gilmore Girls: Seasons ». Le tournage des nouveaux épisodes a commencé à Los Angeles, à compter du 2 février 2016, et a été prévue pour durer jusqu'au 30 juin 2016, avec le retour d'Amy Sherman-Palladino et de Daniel Palladino en tant que scénaristes et réalisateurs. Le 19 mai 2016, il a été annoncé que le retour de la série serait intitulée "Gilmore Girls : Une nouvelle année".
Le 28 juillet 2016, 8 ans après la fin de la série, Netflix a confirmé la date officielle de la diffusion de la série, le 25 novembre 2016 pour une saison de quatre épisodes de 90 minutes.

### Casting
Le 29 janvier 2016, le retour de la série est confirmé. Dans la foulée il est annoncé que Lauren Graham, Alexis Bledel, Scott Patterson, Kelly Bishop, Sean Gunn, et Keiko Agena reprennent leurs rôles. Yanic Truesdale a confirmé son retour sur Twitter plus tard dans la journée, comme l'a fait David Sutcliffe. 
Le 1er février 2016, Tanc Sade, qui joue Finn (ami de Logan), confirme sur son compte Twitter qu'il rejoint le casting pour reprendre son rôle. Le même jour, Aris Alvarado, qui joue César, confirme son retour. Mike Gandolfi confirme quant à lui son retour dans le rôle d'Andrew.
Dans une interview avec TVLine, Kelly Bishop annonce également le retour Rose Abdoo et Liza Weil. 
Matt Czuchry et Milo Ventimiglia sont également de retour, ainsi que Jared Padalecki et Melissa McCarthy en tant que vedette invitée.

## Épisodes

### Épisode 1:Hiver
L'épisode commence par Lorelai assise au kiosque qui retrouve Rory de retour d'un voyage pour un article.
Emily est déstabilisée par la mort de Richard. On voit en flashback l'enterrement du père de Lorelai. Elle organise un tri très radical dans ses affaires de sa maison.
Lane vit toujours avec son mari Zach et ses enfants et joue de la musique avec son groupe.
Lorelai est avec Luke et envisage d'avoir recours à une mère porteuse pour avoir un enfant. Elle part voir une entreprise dirigée par Paris pour leur envie de bébé. Paris leur présente des mères porteuses mais ils réalisent qu'ils ne veulent pas de ses services.

### Épisode 3:Été
L'été commence au bord de la piscine municipale pour Rory et Lorelai. Tous les habitants de Stars Hollow pensent que Rory est de retour en ville. 
Rory téléphone à Logan et lui propose d'avancer son arrivée mais la fiancée de Logan a emménagé avec lui, il ne peut donc pas l'accueillir chez lui. 
Durant un conseil de la ville, Jordan annonce la fermeture de la gazette mais Rory reprend la rédaction du journal. Rory découvre donc la petite équipe de la gazette Esther et Charlie et devient rédactrice. 
Lorelai essaie de convaincre Michel de rester travailler dans son hôtel mais il a envie de plus grand.
Les habitants de Stars Hollow montent une comédie musicale pour rendre la ville plus attractive. 
Lorelai rencontre Jack un nouvel homme dans la vie de sa maman Emily qui est veuf comme elle.
Durant cet épisode, nous assistons au retour de Jess qui pousse Rory à écrire un livre sur sa mère et elle. Rory et Lorelai se disputent au sujet du thème du livre

### Épisode 4:Automne
Lorelai fait « Wild » une randonnée avec son sac à dos dans la nature car elle a des difficultés pour communiquer avec Luke. Elle doit stopper son projet car elle avait oublié son permis et donc le garde chasse a stoppé son expédition. Elle rentre chez elle. Luke lui dit qu'il est prêt à tout pour elle et a peur que Lorelai décide de le quitter. Lorelai lui dit qu'ils devraient se marier.
Rory marche seule dans les rues le soir mais des choses étranges se passent. En réalité, Logan a organisé une soirée loufoque avec ses amis de la fac pour Rory. Ce dernier veut se réconcilier avec Rory et lui propose d'écrire dans une de ses maisons familiale. Ils finissent la soirée dans un hôtel que le petit groupe a privatisé. Logan et Rory passent une dernière nuit ensemble. 
Le matin Rory reprend ses esprits, refuse la proposition de Logan et fait ses adieux aux garçons.
Rory s'installe chez ses grands-parents pour écrire.
Lorelai et Rory se réconcilient et Rory montre à sa mère le début de son livre
Emily apprend à vivre seule et à du mal à respecter les convenances imposées par la société hypocrite dans laquelle elle évolue. 
Rory annonce à son père que sa mère et Luke vont se marier et qu'elle écrit un livre sur sa vie.
Emily a pris la décision de vendre sa maison pour s'installer dans une nouvelle maison à elle.
Dean croise Rory au supermarché, ils échangent des nouvelles sur leurs vies. Dean a trois enfants et sa femme est encore enceinte. 
Sookie aide Lorelaie pour préparer le gâteau de son mariage.
Rory explose de joie avec Jess quand elle découvre les trois premiers chapitres de son livre.
Lorelai et Luke font un pré-mariage en petit comité dans la nuit précédant leur mariage officiel.

## Accueil

### Réception critique
Gilmore Girls : Une nouvelle année, a reçu des critiques positives de la part des critiques. Le site Rotten Tomatoes a donné à la série une note de satisfaction de 88%, sur 50 avis, avec une note moyenne de 7,78 / 10.
Sur Metacritic, la série dispose d'un score de 75/100, basé sur 28 avis, en indiquant "des critiques généralement favorables".